# Американська асоціація вчителів фізики
Американська асоціація вчителів фізики (англ. American Association of Physics Teachers, AAPT, також може бути перекладена як Американськая асоціація викладачів фізики) — некомерційне наукове товариство вчителів і викладачів фізики. Засноване у 1930 році. Воно є членом Американського інституту фізики.
Місія товариства полягає у зміцненні розуміння і визнання фізики через її викладання.

## Структура
Станом на 2010 рік членами асоціації є понад 11 тисяч осіб. Управління здійснюється Виконавчою радою, президентом AAPT є Тоні Сонсі. У складі асоціації провадить діяльність низка комітетів:
- Конституційні
  - Комітет з нагород
  - Комітет з висування кандидатур
- Консультативні
  - Комітет з аудиту
  - Фінансовий комітет
  - Комітет фонду Фредеріка та Флоренси Баудер
  - Комітет з інвестицій
  - Комітет з організації зустрічей
  - Комітет з членства та привілеїв
  - Програмний комітет
  - Видавничий комітет
  - Наглядова рада
  - Комітет із системи одиниць SI та викладання метрології
- Галузеві комітети:
  - Комітет з приладів
  - Комітет з освітніх технологій
  - Комітет післядипломної освіти у фізиці
  - Комітет з історії та філософії фізики
  - Комітет із захисту інтересів фізиків старшого покоління
  - Комітет міжнародної освіти у фізиці
  - Комітет з лабораторій
  - Комітет з меншин у фізиці
  - Комітет з фізики у вищих навчальних закладах
  - Комітет з фізики у довузівських закладах
  - Комітет з фізики у дворічних коледжах
  - Комітет з викладання фізики у школах
  - Комітет з професійних проблем
  - Комітет з досліджень у галузі викладання фізики
  - Комітет з громадських питань наукового навчання
  - Комітет з науки про космос та астрономію
  - Комітет з підготовки вчителів
  - Комітет з питань жінок у фізиці

## Видавнича діяльність
Одним з основних видів діяльності товариства є видання двох наукових журналів:
| Журнал                      | Сокорочення  | Імпакт-фактор | Рік заснування | Попередні назви                        | Галузь                                         |
| --------------------------- | ------------ | ------------- | -------------- | -------------------------------------- | ---------------------------------------------- |
| American Journal of Physics | Am. J. Phys. | 1,022 (2020)  | 1933           | The American Physics Teacher (до 1940) | Фізика на шкільному та університетському рівні |
| The Physics Teacher         | Phys. Teach. | 0,9 (2022)    | 1963           |                                        | Викладання фізики                              |

Крім того, організація бере участь в публікації електронного журналу «Physical Review Special Topics — Physics Education Research» від Американського фізичного товариства. У 2006—2008 роках товариство випускало експериментальний журнал «Interactions: across physics and education».

## Медалі і премії від товариства
Американська асоціація вчителів фізики присуджує низку наукових нагород за досягнення у різних галузях:
- Медаль Ерстеда (англ. Oersted Medal) — найдавніша нагорода товариства, що вручається з 1936 року за виключний, широко поширений і тривалий внесок у викладання фізики[11].
- Премія пам'яті Ріхтмаєра (англ. Richtmyer Memorial Award) — вручається «за видатний внесок у розвиток фізики та співпрацю з викладачами фізики»[12]. Заснована у 1941 році. Традиційно супроводжується виступом на зимовому з'їзді товариства.
- Медаль Роберта Міллікена (англ. Robert A. Millikan Medal) — вручається з 1962 за видатний науковий внесок у викладання фізики[13].
- Медаль Мельби Ньюелла Філліпса (англ. Melba Newell Phillips Medal) — вручається одному з лідерів AAPT за значний внесок у розвиток товариства[14]. Нагороду засновано у 1981 році.
- Премія пам'яті Клопстега[en] (англ. Klopsteg Memorial Award) — вручається за презентацію, зроблену на літньому з'їзді AAPT і присвячену актуальній і значимій темі, на доступному для неспеціаліста рівні. Нагороду засновано у 1990 році[15].
- Подяка Гомера Л. Доджа за видатні заслуги перед AAPT (англ. Homer L. Dodge Citation for Distinguished Service to AAPT)[16] — вручається з 1953 року.
- Премія Джексона за майстерність викладання на старших курсах (англ. John David Jackson Award for Excellence in Graduate Physics Education) — заснована у 2010 році[17].
- Премія за майстерність у викладанні фізики на молодших курсах (англ. David Halliday and Robert Resnick Award for Excellence in Undergraduate Physics Teaching) — заснована у 1993 році[18].
- Премія за майстерність у викладанні фізики до коледжу (англ. Pre-College Physics Teaching Award) — заснована у 1993 році[19].

## Історія заснування
У квітні 1928 року в «School Science and Mathematics» 28, 345 (1928) з'явилася стаття під назвою «The Plight of College Physics» («Нещасне становище фізики в коледжі»), написана Джоном О. Фрейном (англ. John O. Frayne) з Антіохійського коледжу. Фрейн описав низький рівень викладання фізики, особливо в університетах і виступив за створення нової організації, присвяченої викладанню фізики. Фізик-науковець Пол Клопстег зв'язався з ним, і вони зустрілися в Чикаго разом з Гленом В. Ворнером, редактором «School Science and Mathematics». Разом вони склали список зі 115 людей, яким може бути цікавим товариство вчителів фізики. Початкове бачення AAPT сформувалось в результаті розмови між П. Клопстегом, С. Л. Редманом і М. Стейтсом на зустрічі APS з AAAS в Де-Мойні в грудні 1929 року. Троє домовилися зустрітися протягом 1930 року і в той час приєднався Ґлен Ворнер (англ. Glen W. Warner). Вирішили запросити обраних із «основного списку» на обід 29 грудня 1930 року 30 осіб під час спільної зустрічі APS-AAAS у Клівленді. Їхньою метою було започаткувати нову організацію, що опікувалася б викладанням фізики.
Особою, яку вони переконали головувати на обідній зустрічі, був Гомер Додж. На той час Додж переїхав до Університету Оклахоми і, як відомо, створив там особливо успішну школу інженерної фізики. Додж привніс практичний академічний досвід керівництва в рамках нещодавно розробленої програми та понад десятиліття шанованої навчальної роботи з фізики в колах APS.
Серед тих, хто енергійно підтримував формування нового товариства, були Додж, Клопстег і Ріхтмаєр. Рішення було прийнято в результаті одностайного прийняття пропозиції Пола Клопстега "щоб організувати неформальну асоціацію тих, хто зацікавлений у викладанні фізики; щоб було обрано посадових осіб, які залишатимуться на посаді протягом одного року; щоб був створений комітет по підготовці планів для офіційного заснування.
Було обрано керівництво: Г. Л. Додж, президент; Вільям С. Вебб, секретар-скарбник; та П. Е. Клопстег, віце-президент. Було також досягнуто домовленості про призначення зустрічі під час майбутньої вашингтонської зустрічі APS..
У 1931 році створюється Американський інститут фізики чотирма фізичними товариствами: Американським фізичним товариством, Американським акустичним товариством, Оптичним товариством Америки і Реологічним товариством. Асоціацію вчителів фізики не було спочатку запрошено до інституту, однак, після листа Клопстега Карлу Комптону їй було зроблено офіційну пропозицію на приєднання до інституту. Приєднання відбулось у 1932 році. Представниками асоціації в інституті стали Г. Додж, П. Клопстег і Ф. Палмер.